# Андерсон, Джеймс Аллан
Джеймс Аллан Андерсон (англ. James Allan Anderson; 28 января 1906 — 23 декабря 1991) — американский шахматист.

## Биография
Джеймс Аллан Андерсон был трёхкратным чемпионом Сент-Луиса по шахматам, который в 1929 году в сеансе одновременной игры победил действующего чемпиона мира по шахматам Александра Алехина. В том же 1929 году он занял второе место в чемпионате Западной шахматной ассоциации США, опередив Германа Стейнера, Нормана Уитакера и Самуэля Фактора. В 1930 году Джеймс Аллан Андерсон выступал за США на 3-й шахматной олимпиаде в Гамбурге на запасной доске (+3, =7, −7). Джеймс Аллан Андерсон занял четвёртое место на чемпионате Западной шахматной ассоциации 1931 года в Талсе и выиграл чемпионат Сент-Луиса в 1932 году с результатом 8½ очков из 9 возможных, прежде чем исчезнуть из шахматного мира в возрасте 26 лет.
Джеймс Аллан Андерсон умер в Антиохии, штат Калифорния, и похоронен в мемориальном парке «Oak View» в этом городе.